# Weller
Weller is een historisch merk van motorfietsen.
Weller Bros. Ltd., London (1902-1905).
Engels bedrijf dat ook automobielen maakte. De motorfietsen hadden eigen 1¾- en 2¼ pk eencilindermotoren.